# Molophilus (Molophilus) tanypodus
Molophilus (Molophilus) tanypodus is een tweevleugelige uit de familie steltmuggen (Limoniidae). De soort komt voor in het Oriëntaals gebied.